# Ingeborg-Bachmann-Preis 1983
Der Ingeborg-Bachmann-Preis 1983 war der siebte Wettbewerb um den Literaturpreis. Der Lesemarathon fand zum ersten Mal als eigenständige Veranstaltung im Klagenfurter ORF-Theater des Landesstudios Kärnten statt.
Zum ersten Mal wurde der dem Gedenken an den kurz zuvor verstorbenen ORF-Intendanten, Begründer des Wettbewerbs und langjährigen Juror Ernst Willner gewidmete Preis unter den Autoren ausgelobt. Der Schriftsteller Rainald Goetz erregte Aufsehen durch einen spektakulären Auftritt, bei dem er sich mit einer Rasierklinge an der Stirn verletzte und mit blutüberströmtem Gesicht seinen Text verlas; einen Preis erhielt er dennoch nicht.

## Autoren

### Erster Lesetag
- Erich Loest: Völkerschlachtdenkmal (Romanauszug)
- Monika Helfer-Friedrich: Die wilden Kinder (Romanauszug)
- Frank Werner
- Martin R. Dean
- Libuše Moníková: Pavane für eine verstorbene Infantin (Romanauszug)
- Godehard Schramm
- Wolfgang Linder: Dunst
- Martin Mosebach

### Zweiter Lesetag
- Hansjörg Schertenleib
- Birgit Pausch
- Lisa Witasek: Die Umarmung
- Romie Lie
- Roland Lang
- Gerhard Köpf: Schwellengang (Romanauszug)
- Jan Christ
- Wolfgang Held: Rabenkind

### Dritter Lesetag
- Rainald Goetz: Subito
- Zsuzsanna Gahse: Passagen
- Alban Nikolai Herbst
- Bodo Morshäuser: Nur die Liebe (Buchauszug)
- Jochen Missfeldt
- Gudrun Brug
- Bettina Blumenberg: Verführung (Auszug aus einer größeren Prosaarbeit)
- Karin Reschke: Viola, Violetta, schwarze Braut

### Vierter Lesetag
- Uwe Herms: Die Papageien von New York (Auszug aus einem längeren Text)
- Friederike Roth: Das Buch des Lebens (Auszug)
- Michael Schneider: Auf der Probebühne der Leidenschaft
- Andrea Wolfmayr

## Juroren
- Rolf Becker
- Humbert Fink
- Martin Gregor-Dellin
- Walter Hinck
- Walter Jens
- Klara Obermüller
- Sylvia Patsch
- Marcel Reich-Ranicki
- Gert Ueding
- Heinrich Vormweg
- Ulrich Weinzierl

## Preisträger
- Ingeborg-Bachmann-Preis (dotiert mit 120.000 ÖS): Friederike Roth für „Das Buch des Lebens“
- Sonderpreis der Klagenfurter Jury (dotiert mit 75.000 ÖS): Gerhard Köpf für „Schwellengang“
- Preis der Industriellenvereinigung (dotiert mit 60.000 ÖS): Uwe Herms für „Die Papageien von New York“
- Ernst-Willner-Stipendien (je 40.000 ÖS): Wolfgang Linder für „Dunst“ und Bodo Morshäuser für „Nur die Liebe“